# Великий Яломан (село)
Великий Яломан (рос. Большой Яломан) — село Онгудайського району, Республіка Алтай Росії. Входить до складу Купчегенського сільського поселення.
Населення — 270 осіб (2015 рік).